# الطيرة (قرية)
قرية الطيرة من القرى السورية الواقعة في محافظة السويداء. تقع في الغرب الشمالي لمدينة السويداء وتبعد عنها قرابة 15كم ويجاورها قرية صما الهنيدات وقرية المزرعة حيث هي تابعة ادارياً لناحية المزرعة وأيضاً يشرف على سهولها قرية الثعلة وقرية الدارة.
تتغلغل سهولها وسط أرض اللجاة اللتي تعتبر بداية لسهولها حيث تقطع سهولها اللتي تارةً تكون في امتداد واسع وتارةً يتخللها لابات بازلتية. تعتبر تربتها من أغنى الارضي الزراعية حيث يعتمد أهلها بشكل كبير على الزراعة البعلية كزراعة الحبوب والآن أنتشرت زراعة الأشحار المثمرة كالزيتون واللوزيات واصبحت ايضاً مورداً جيداً لأهلها البالغ عددهم قرابة 700 نسمة والمستوى التعليمي فيها جيد جداً.
شاركت الطيرة رغم عدد سكانها القليل في مختلف حروب الجبل ضد المستعمر الفرنسي وخاصت معركة المزرعة الشهيرة مع المجاهد الكبير الشيخ سالم الشاطر وسار برفقة 15 مجاهداً من أبناء القرية وقدمت القرية 6 شهداء ضحوا بدمائهم لرفعة الجبل وحرية الأوطان.و